# Anaspis adil
Anaspis adil es una especie de coleóptero de la familia Scraptiidae.

## Distribución geográfica
Habita en Azerbaiyán.